# Castell de Kanayama
El castell Kanayama (金山 城, Kanayama-jō) va ser un castell japonès d'estil yamashiro del període Sengoku situat al cim del mont Kanayama a l'actual ciutat Ōta, prefectura de Gunma, Japó. El lloc està protegit com a lloc històric nacional des del 1990. També era conegut com a castell Ōta Kanayama o com a castell Nitta Kanayama.

## Història
El Castell Kanayama va ser construït el 1469 pel clan Iwamatsu, senyors de la guerra locals de la zona. El 1528, un dels seus fidels, Yokose Narishige, (la seva família més tard va canviar el seu nom per Yura), es va apoderar del castell i va enderrocar el seu senyor. El clan Yura va expandir la seva influència ràpidament a la província de Kōzuke apoderant-se del castell Kiryū, el castell Ashikaga i el castell Tatebayashi, i reconstruint el castell Kanayama a gran escala. No obstant això, el clan Yura estava tancat per veïns molt més poderosos, especialment el clan Uesugi al nord i el clan Hōjō al sud. Inicialment, els Yura van prometre fidelitat a Uesugi Kenshin, però el 1566 van canviar la seva fidelitat als Hōjō. Un indignat Kenshin va ordenar al clan Satake que atacés Kanayama el 1574 i va participar en el setge en persona, però el castell Kanayama va resistir l'atac.
El 1584, quan Yura Kunishige i el seu germà Nagao Akinaga, els líders del clan Yura, van visitar el castell Odawara per rendir homenatges al clan Hōjō, van ser confiscats en un acte de traïció mentre els exèrcits Hōjō van llançar un atac sorpresa contra Kanayama. El castell va ser defensat per la seva mare, Akai Teruko, que a l'edat de 71 anys va manar les defenses a la batalla del castell Kanayama. Va dirigir els seus 3.000 soldats restants i va resistir durant 15 mesos. Finalment es va rendir sota la condició de retornar els fills capturats. El castell Kanayama va romandre en mans dels Hōjō només un parell d'anys abans que Maeda Toshiie el capturés el 1590 com a part de la batalla més gran d'Odawara en què Toyotomi Hideyoshi va destruir el clan Hōjō. Després, no es va tornar a utilitzar mai més i va caure en ruïnes. Actualment, la ciutat d'Ōta manté les ruïnes del castell (que han estat parcialment restaurades) i hi ha un museu local.
El castell va ser classificat com un dels 100 castells més importants del Japó per la fundació japonesa de castells el 2006.